# Heinrich Suter

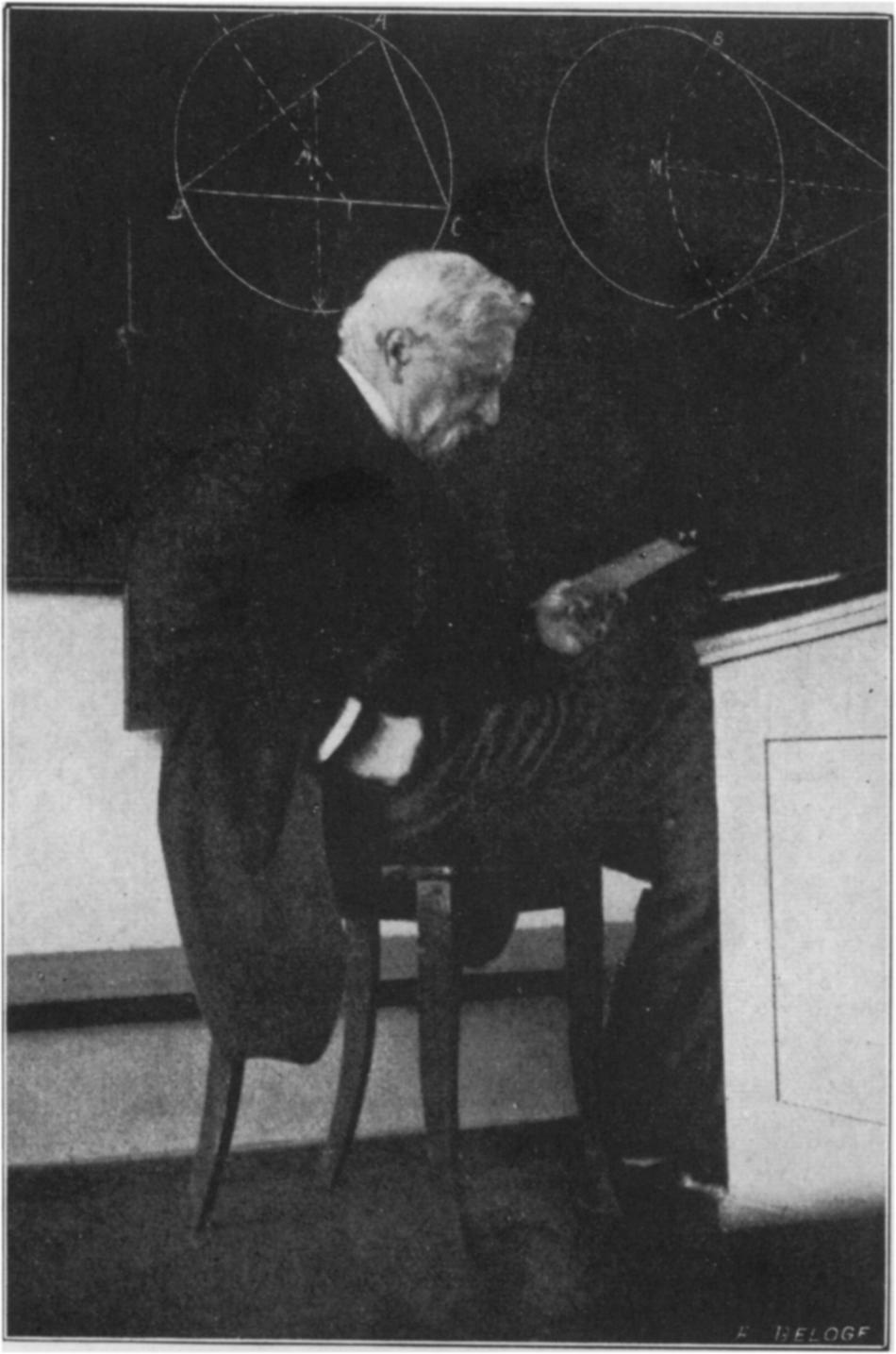
Heinrich Suter

Heinrich Suter (* 4. Januar 1848 in Hedingen, Kanton Zürich; † 17. März 1922 in Dornach SO, Kanton Solothurn) war ein Schweizer Wissenschaftshistoriker, der zu seiner Zeit als bester Kenner der islamischen Mathematik und Astronomie galt.

## Leben
Suters Vater war der Posthalters Johann Heinrich, seine Mutter Verena, geborene Schmied. Besuch der Zürcher Industrieschule, später Studium in Berlin (1869/70) und Zürich (sowohl an der ETH Zürich als auch an der Universität Zürich). Suter wurde 1871 an der Universität Zürich promoviert (Geschichte der mathematischen Wissenschaften von den ältesten Zeiten bis Ende des 16. Jahrhunderts, erschienen 1872 als Buch). Seine Geschichte der Mathematik wurde auch ins Russische übersetzt.
1874 Beginn der Lehrtätigkeit als Vikar am Gymnasium Schaffhausen, von 1876 bis 1886 in Aarau, ab 1886 bis zu seinem Ruhestand 1916 in Zürich.
Suter erlernte im Alter von 40 Jahren die arabische Sprache, auch vom Syrischen, Persischen und Türkischen eignete er sich einige Kenntnisse an. Seither befasste er sich mit der Erforschung der Geschichte der Mathematik und der Astronomie im islamischen Kulturraum. 1892 erschien in den Cantor'schen „Abhandlungen zur Geschichte der Mathematik“ die Übersetzung des Mathematikerverzeichnisses im Fihrist des Ibn Abi Ja Qub An-Nadim, 1893 die Übersetzung der die Mathematik betreffenden Teile des Katalogs der Khedivial Library zu Kairo. Eines seiner wichtigsten Werke ist die im Auftrag der Königlich Dänischen Akademie der Wissenschaften zu Ende geführte Arbeit über die astronomischen Tafeln des Al-Chwarizmi.
In Anerkennung seines Wirkens als Forscher auf dem Gebiete der islamischen Mathematik und Astronomie verlieh ihm die Universität Zürich die Würde eines Ehrendoktors. Heinrich Suter war seit 1875 mit Hermine Müller, geborene Frauenfelder verheiratet und starb am 17. März 1922 in Dornach.

## Werke
Abkürzungen: BM. - Bibliotheca Mathematica, ZM. - Zeitschrift für Mathematik und Physik, ZDMG - Zeitschrift der Deutschen Morgenländischen Gesellschaft, SE - Sitzungsberichte der phys.-med. Sozietät Erlangen, OLZ - Orientalistische Literatur-Zeitung. Die Ziffern hinter den Buchstaben betreffen Bandnummer und Seitenzahl.

### Bücher
- 1871. Geschichte der mathematischen  Wissenschaften, Teil 1: Von den ältesten Zeiten bis Ende des 16. Jahrhunderts. Dissertation, 2. Aufl. 1873. Reprint 1973. Online bei Hathi Trust, bei archive.org
- 1875. Geschichte der mathematischen Wissenschaften, Teil II: Vom Anfange des 17. bis gegen Ende des 18. Jahrhunderts. Online bei Hathi Trust, bei archive.org
- 1900. Die Mathematiker und Astronomen der Araber und ihre Werke. Abhandl. zur Geschichte der mathematischen Wissenschaften, Heft 10. Reprint 1972 und 1986.(Digitalisat Bibalex; Michigan)

### Aufsätze
- 1884. Der Tractatus de quadratura Circuli des Albertus de Saxonia. ZM. 29, 81.
- 1886 Ueber diophantische Gleichungen. Z. f. Math. Unterr. 17, 104.
- 1887. Die Mathematiker auf den Universitäten des Mittelalters. Wiss Beilage. z. Programm d. Kantonsschule in Zürich.
- 1889. Die mathematischen und naturphilosophischen Disputationen an der Universität Leipzig, 1512 bis 1526. BM. (2), 3, 17.
- 1890. Bibliographische Notiz über die math.-hist. Studien in der Schweiz. BM (2), 4, 97.
- 1892. Das Mathematiker-Verzeichnis im Fihrist des Ibn Abi Ja Qub An-Nadim. Abhandl. z. Gesch. d. math. Wissenschaften Heft. 6.
- 1892. Einiges von Nasir Ed-Din's Euklid-Ausgabe. BM. (2), 6, 3.
- 1893. Zur Geschichte der Trigonometrie. BM. (2), 7, 1.
- 1893. Der V. Band des Katalogs der arab. Bücher der vicekönigl. Bibliothek in Kairo. ZM. 38, 1. 41. 161.
- 1893. Zu Rudolf von Hochheim, Die Astronomie des Gagmini. ZDMG 47, 718.
- 1894. Zur Frage über Josephus Sapiens. BM (2), 8, 84.
- 1895. Die Araber als Vermittler der Wissenschaften in deren Uebergang vom Orient zum Occident. Jahresh. des Vereins schw. Gymnasiallehrer. 2. Aufl. 1897.
- 1895. Zur Geschichte des Jakobsstabes. BM (2), 9, 13.
- 1895. 1896. Nochmals der Jakobsstab. BM (2), 10, 13.
- 1895. 1897. Einige Beiträge zur Gesch. der arab. Mathematiker und Astronomen. BM (2) 11, 83.
- 1895. Bemerkungen zu M. Steinschneiders Abhandlung: Die arab. Uebersetzungen aus dem Griechischen. ZDMG 51, 426.
- 1898. Ueber zwei arabische Mss. der Berliner kgl. Bibliothek. BM (2),1 2, 73.
- 1899. Notizen über arabische Mathematiker und Astronomen. BM (2) 13. 86, 118.
- 1899. Die Kreisquadratur des Ibn El-Haitam, arabisch und deutsch. ZM 44, 33.
- 1899. Der Loculus Archimedius oder das Syntemachion des Archimedes, arabisch und deutsch. ZM 44, Supplement-Heft (Cantorfestschrift), 491.
- 1899. Zur Frage über die Lebenszeit des Verfassers des Mulahhas fi'Ihei'a, Mahmud B. Muhammed B. 'Omar al Gagmini. ZDMG 53, 539.
- 1901. Das Rechenbuch des Abu Zakarija El-Hassar, BM (3) 2, 12.
- 1902. Nachträge und Berichtigungen zu Die Math. und Astr. Abh. z. G. d. m. W. Heft 14.
- 1902. Ueber die angebliche Verstümmelung griechischer Eigennamen durch arab. Uebersetzer. BM (3) 3, 408.
- 1902. Ueber die Geometrie der Söhne des Musa B. Schakir. BM (3) 3, 259.
- 1902. Ueber die im Liber augmenti et diminutionis vorkommenden Autoren. BM (3) 3, 350.
- 1903. Ueber einige nicht sichergestellte Autorennamen in den Uebersetzungen des Gerhard von Cremona. BM (3) 4, 19.
- 1903. Der Verfasser des Buches Gründe der Tafeln des Chowarezmi BM (3) 4, 127.
- 1903. Berichtigung einer Etymologie von K. Vollers. ZDMG 57, 576, 783.
- 1903. Berichtigungen zu Arabische Mathematiker und Astronomen von M. Steinschneider, OLZ 6, Spalte 40-13.
- 1904. Zur Geschichte der Mathematik bei den Indern und Arabern. Verh. d. 3. internat. Mathematiker-Kongr. zu Heidelberg S. 556.
- 1905. Zu dem Buche De superficierum divisionibus des Muhammad Bagdadinus. BM (2) 6, 321.
- 1905. Ueber die Bedeutung des Ausdruckes Regula Coeci.BM (3) 6, 112.
- 1906/7. Zur Frage des von Nairizi zitierten Mathematikers Diachasimus. BM (3) 7, 396.
- 1906/7. Ueber das Rechenbuch des Ali B. Ahmed Al-Nasawi. BM (3) 7, 113.
- 1906/7. Ueber den Kommentar des Muh. B. Abdelbaqi zum 10. Buche des Euklides. BM(3) 7, 234.
- 1907/8. Einige geometrische Aufgaben bei arabischen Mathematikern. BM (3) 8, 23.
- 1908/9. Die Abhandlung des Abu Kamil Schoga B. Aslam über das Fünfeck und Zehneck. BM (3) 10, 15
- 1908/9. Zur Trigonometrie der Araber. BM (3) 10. 156.
- 1910/11. Das Buch der Auffindung der Sehnen im Kreise von Abu 'L-Raihan Muhammed El-Biruni. BM (3) 11, 110.
- 1910/11. Das Buch der Seltenheiten der Rechenkunst von Abu Kamil El-Misri. BM (3), 11, 100.
- 1911/12. Die Abhandlung über die Ausmessung des Paraboloides von El-Hansan B. El-Hansa B. El Haitham. BM (3), 12, 289.
- 1914. Die astronomischen Tafeln des Muhammad Ibn Musa Al-Khwarizmi usw. Kgl. Danske Vidensk. Selsk. Skrifter, 7. Raekke. III, 1. (Isis IV, 502).
- 1916/17. Ueber die Ausmessung der Parabel von Tabit B. Kurra, SE. 48/49, 65. (Isis IV, 400).
- 1916/17. Die Abhandlungen Thabit B. Kurra's und Abu Sahl El-Kuhi's über die Ausmessung der Paraboloide SE. 48/39, 186. (Isis IV 400).
- 1918. Ueber die Ausmessung der Parabel von Ibrahim Sinan B. Thabit. Vierteljahrsschrift d. Naturf. Ges. in Zürich 63, 214. (Isis IV, 580).
- 1920/21. Ueber Al Biruni und seine Schriften (mit E. Wiedemann) SE. 52/53, 55 (Isis IV, 401).
- 1922. Beiträge zur Geschichte der Mathematik bei den Griechen und Arabern, in Abh. z. Gesch. d. Naturw. u. d. Medizin, (Isis V, 564) und zwar:
- 1922. Beiträge zu den Beziehungen Kaiser Friedrich II, zu zeitgenössischen Gelehrten des Ostens und Westens, insbesondere zu den arabischen Enzyklopädisten Kemal Ed-Din Ibn Junis. (Isis V, 501).
- 1922. Der Kommentar des Pappus zum X. Buch des Euklides. (Isis V, 492).
- 1922. Ueber die Projektion der Sternbilder und der Länder von Al Biruni (Isis V, 498).
- 1922. Das Buch der geometrischen Konstruktionen von Abu'l Wafa. (Isis V, 497).

Viele seiner Aufsätze wurden neu veröffentlicht in 2 Bänden als
- Suter: Beiträge zur Geschichte der Mathematik und Astronomie im Islam, 2 Bände, 1986, Institut für Geschichte der arabisch-islamischen Wissenschaften, Frankfurt

Schriften Heinrich Suters bei der ULB Halle